# Reial Societat de Tennis Pompeia
La Reial Societat de Tennis Pompeia és un club de tennis de Barcelona.
El club va ser fundat l'any 1913 amb el nom de Societat Sportiva Pompeia sota l'auspici de l'Associació de la Mare de Déu de Pompeia, societat de la qual es deslligà l'any 1925. Va adquirir uns terrenys als carrers Travessera de Gràcia, Santaló, Avenir i Amigó al barri de Galvany a Sant Gervasi. Es creà com un club poliesportiu, amb seccions de futbol, tennis o patinatge.
L'any 1915 inaugurà unes instal·lacions per a la pràctica de l'hípica i el polo a la Travessera de Gràcia entre Alfons XII i Balmes. El 1920 li fou concedit el títol de Reial, esdevenint Reial Societat Sportiva Pompeia. La societat va acollir partits de Copa Davis els anys 1926 i 1929. Després de la guerra civil el club adoptà el nom Reial Societat de Tennis Pompeia. El setembre de 1951 la societat va vendre els terrenys a la Travessera de Gràcia i es traslladà a Montjuïc.
Fou campió de Catalunya de tennis de primera categoria (1925) i subcampió d'Espanya per equips (1976). Pel que fa als jugadors del club, en destacaren Pere Masip i Sureda, Antoni Juanico i Torres i Marc López i Tarrés. En fou president Josep Maria Minguella.
Durant els anys vint el club destacà en hoquei sobre herba, amb bones actuacions al Campionat de Catalunya. El seu uniforme era verd i negre.
|  |